# Goniotermasia meeki
Goniotermasia meeki är en fjärilsart som beskrevs av George Thomas Bethune-Baker. Goniotermasia meeki ingår i släktet Goniotermasia och familjen nattflyn. Inga underarter finns listade i Catalogue of Life.